# Guisande (Santa Maria da Feira)
Guisande ist ein Ort und eine ehemalige Gemeinde (Freguesia) im portugiesischen Kreis Santa Maria da Feira.
Die Gemeinde hatte 1239 Einwohner (Stand 30. Juni 2011).
Am 29. September 2013 wurden die Gemeinden Guisande, Lobão, Gião und Louredo zur neuen Gemeinde União das Freguesias de Lobão, Gião, Louredo e Guisande zusammengeschlossen.